# Казаков, Николай Степанович
Николай Степанович Казаков (6 июля (19 июля) 1900, с. Горбатовка, Балахнинский уезд, Нижегородская губерния, Российская империя — 6 июля, 1970, Москва, РСФСР) — советский государственный деятель, народный комиссар, министр тяжелого машиностроения СССР (1941—1953, 1954—1955).

## Биография
Родился в семье мещанина.
В 1934 году окончил Ленинградский индустриальный институт.
Трудовую деятельность начал в 1913 году слесарем Сормовского завода в Нижнем Новгороде.
С июля 1923 года — курсант Нижегородской совпартшколы.
С 1925 года — на партийной работе в Нижнем Новгороде: секретарь партийной ячейки управления рабочей кооперации.
В 1926—1927 гг. — инструктор горкома партии.
В 1927—1929 гг. — секретарь партийного комитета завода имени В. И. Ленина.
В 1929—1931 гг. — студент Горьковского механико-машиностроительного института. Одновременно секретарь парткома института.
В 1931—1934 гг. — студент Ленинградского индустриального института.
В 1934—1935 гг. — инженер-конструктор, начальник экспериментального отдела танкового завода № 174.
В 1936—1937 гг. — начальник отдела технического контроля завода № 174.
В 1937—1938 гг. — директор завода № 174.
В 1938—1941 гг. — директор Ижорского завода (г. Ленинград).
В 1941—1946 гг. — народный комиссар тяжелого машиностроения СССР.
В 1942 году по распоряжению № ГКО-2352сс, подписанному И. В. Сталиным, курировал создание центрифуги для нужд атомного проекта СССР, разработанной профессором Ф. Ф. Ланге, и должен был успеть изготовить её к 1 января 1943 года.
Перенёс изготовление изделия с казанского завода горного оборудования «Серп и Молот» в Уфу на завод № 26, который тоже имел трудности, о чём было сказано в записке И. В. Курчатова заместителю Председателя СНК СССР М. Г. Первухину «О задержках в изготовлении центрифуги и в обеспечении Лаборатории № 2 от 13 апреля 1943 года».
В 1946—1953 гг. — министр тяжелого машиностроения СССР.
В 1953—1954 гг. — первый заместитель министра транспортного и тяжелого машиностроения СССР.
В 1954—1955 гг. — министр тяжелого машиностроения СССР.
В 1955—1956 гг. — заместитель министра тяжелого машиностроения СССР.
В 1956—1957 гг. — заместитель министра промышленности строительных материалов СССР.
В 1957—1962 гг. — председатель СНХ Оренбургского экономического административного района.
В 1962—1965 гг. начальник управления по техническому развитию энергетической и механической служб Государственного комитета чёрной и цветной металлургии.
Член РКП(б) с 1923 года. Кандидат в члены ЦК КПСС в 1952—1956 гг. Депутат Верховного Совета СССР 2 созыва.
С декабря 1965 года персональный пенсионер союзного значения.
Похоронен в Москве на Новодевичьем кладбище.

## Награды и звания

Могила Казакова на Новодевичьем кладбище Москвы.

Награждён четырьмя орденами Ленина, орденом Трудового Красного Знамени, орденом Красной Звезды (17.04.1940, «за успешную работу и проявленную инициативу по укреплений обороноспособности нашей страны»).